# جغدان
جغدان، روستایی در دهستان ناغان از توابع شهرستان کیار در استان چهارمحال و بختیاری است.بافت جمعیتی آن هفت لنگ بختیاری است که از چندین ایل معظم بختیاری1.زراسوند(احمد خسروی)- 2.بهداروند(میلاسی)3.بابادی(راکی)4.چهرازی وطایفه مشایخ که اجدادنسبی آنها به اعراب عراقی وحجاز میرسد به گفته خودشان نوادگان سید صالح هستند  و چندین فامیل دیگر  که ایشان نیز بختیاری بوده و شالو میباشند و چندین فامیل که از روستاههای مجاور در جغدان ساکن شده اند می باشد 
```
اکثر اهالی با همدیگر رابطه خویشاوندی و فامبلی سببی و نسبی  دارند. و در کنار همدیگر در این بهشت زیبا روزگار میگذرانند 
محصولات کشاورزی روستا شامل؛
```

گردو
بادام
انگور
گندم 
جو
و
ماهی قزل الا می باشد
رودخانه خروشان سبزکوه که از سرشاخه های کارون است پایین دست روستا در دره ای زیبا جریان دارد که با کمی توجه و سرمایه گذاری میتواند در کنار شیلات های پرورش ماهی و جاذبه های کوه کلار همیشه استوار  مکانی عالی برای گردشگری باشد

## جمعیت
این روستا در دهستان ناغان قرار دارد و براساس سرشماری مرکز آمار ایران در سال ۱۳۸۵، جمعیت آن ۶۷۶ نفر (۱۵۹خانوار) بوده‌است.